# King or Queen
King Or Queen je název debutu českého electroprojektu Montage (vedlejší projekt Thoma Heriana a Kláry Vytiskové z retropopové kapely Toxique), který vyšel 22. února 2010 u vydavatelství Indies MG. 
Na albu spolupracovali například Jaromír Honzák, český legendární kontrabasista, či Ulf Gjerningen ze Švédska.
Debut King Or Queen v sobě nese jedinečné prvky rukopisů obou talentovaných hudebníků, půdorysy junglu, originálních rytmů a neotřelých stylů. Je považovaná za excelentní spojení krásky a zvířete, dobra a zla, které dalo vzniknout nadčasovému a nečeskému soundu. Hudba na debutu King Or Queen opovrhuje českou malostí, a vedle debutu Jitky Charvátové (exfrontmanky kapely Skyline je dalším nejlépe zvládnutým albem posledních let. 

## Tracklist alba King Or Queen
1. Down the Street
2. Cinnamon
3. King Or Queen
4. Mr. Surpriser
5. Alphabet
6. Man
7. Soul&Shine
8. Loneliness
9. I Wanna Know
10. Make Me
11. Go to Hell
12. Whatz Up